# سفارة تونس لدى النمسا
سفارة تونس لدى دولة النمسا هي البعثة الدبلوماسية لجمهورية تونس لدى جمهورية النمسا، وتقع بالعاصمة فيينا.